# Drużynowe mistrzostwa Europy w wielobojach
Drużynowe mistrzostwa Europy w wielobojach – zawody lekkoatletyczne (wśród mężczyzn w dziesięcioboju, a wśród pań w siedmioboju) rozgrywane w latach 2017–2019 pod auspicjami European Athletics. 
Zawody zastąpiły w kalendarzu lekkoatletycznym puchar Europy w wielobojach. Obradujący w kwietniu 2019 roku w Pradze Kongres European Athletics podjął decyzję o zaprzestaniu organizacji zawodów.

## Edycje
| Edycja | Data      | Liga      | Gospodarz     | Stadion          | 1. miejsce | 2. miejsce | 3. miejsce      |
| ------ | --------- | --------- | ------------- | ---------------- | ---------- | ---------- | --------------- |
| 2017   | 1–2 lipca | Superliga | Tallinn       | Stadion Kadriorg | Ukraina    | Estonia    | Francja         |
| 2017   | 1–2 lipca | I liga    | Monzón        |                  | Holandia   | Hiszpania  | Szwecja         |
| 2017   | 1–2 lipca | II liga   | Monzón        | Litwa            | Łotwa      | Dania      |                 |
| 2019   | 6–7 lipca | Superliga | Łuck          | Stadion Awanhard | Estonia    | Białoruś   | Wielka Brytania |
| 2019   | 5-7 lipca | I liga    | Ribeira Brava |                  | Czechy     | Finlandia  | Polska          |
| 2019   | 5-7 lipca | II liga   | Ribeira Brava | Belgia           | Irlandia   | Dania      |                 |